# Marco Lombardo Radice
(Marco Lombardo Radice, da Il raccoglitore nella segale)
Marco Lombardo Radice (Roma, 15 aprile 1949 – Pieve di Cadore, 16 luglio 1989) è stato uno psichiatra, scrittore ed educatore italiano.

## Biografia
Figlio del matematico Lucio Lombardo Radice e della virologa Adele Maria Jemolo, si diplomò presso il Liceo Classico "Terenzio Mamiani" di Roma.
Conseguì la laurea in Medicina e Chirurgia presso l'Università degli Studi di Roma "La Sapienza" e si specializzò, in seguito, in Neuropsichiatria Infantile, prima sotto la guida di Giovanni Bollea, poi di Adriano Giannotti (1932-1994). Fu chiamato giovanissimo a dirigere il II reparto dell'Istituto Neuropsichiatrico di via dei Sabelli, quello riservato agli adolescenti. Qui, anche in conflitto con i propri colleghi, compì una vera "rivoluzione" (come Franco Basaglia) aprendo le porte del reparto, organizzando uscite dei giovani pazienti e richiedendo il coinvolgimento pieno di tutti gli operatori, infermieri compresi. Tutto ciò, in ossequio alla propria tesi che, in età giovanile, i conflitti, spesso legati a difficili situazioni sociali, possono essere risolti positivamente.
Nel 1976, con Lidia Raveracon lo pseudonimo di Rocco e Antonia, pubblicò "Porci con le ali", un'istantanea dell'atmosfera post-sessantottina, filtrata dagli occhi di due sedicenni alle prese con l'amore, la sessualità, la politica come un universo totalizzante, e la difficile costruzione della propria identità. Il libro, che diventerà un grande successo editoriale è ambientato al liceo Mamiani, fu  pubblicato dalla casa editrice Savelli e vendette circa 450 000 copie prima del temporaneo sequestro della procura di Roma e circa due milioni e mezzo in trent'anni.
Pochi mesi dopo l'uscita del libro e prima che cominciasse la lavorazione del film - ricordava Giaime Pintor, coautore con Annalisa Usai della post-fazione - Marco andò a fare il medico con l'organizzazione Médicins sans frontière nei campi palestinesi in Libano "per dimostrare la sua lontananza dal fracasso", soprattutto nato subito dopo la positiva recensione del "libretto" (così considerato dagli autori) da parte del giornalista Giuliano Zincone sul Corriere della Sera.
Morì per infarto nel luglio del 1989, alcuni suoi articoli e saggi in cui descriveva il senso profondo del suo essere medico, già pubblicati dalla stampa periodica della sinistra extraparlamentare (all'epoca il giornale  Lotta continua e  la rivista Ombre Rosse), furono raccolti dalla casa editrice Linea d'ombra Edizioni, con il titolo "Una concretissima utopia". Il libro ha ispirato il film di Francesca Archibugi Il grande cocomero. Dal film è assente il carattere politico delle convinzioni che sostenevano la sua attività.

## Opere
- Porci con le ali. Diario sessuo-politico di due adolescenti, con Lidia Ravera come Rocco e Antonia, Roma, Savelli, 1976.
- Marco Lombardo Radice, Cucillo se ne va: viaggio per parole e immagini nel paese dell'ultima rivolta, Savelli, Roma, 1978
- Marco Lombardo Radice, Vezio Ruggeri e Riccardo Venturini, Sistema neurovegetativo e personalità, Bulzoni, Roma, 1979
- Marco Lombardo Radice e Luigi Manconi, Lavoro ai fianchi: alcuni giorni nella vita del commissario Luigi Longo, Mondadori, Milano, 1980. Il Maestrale, Nuoro, 2010 ISBN 9788864290058
- Marco Lombardo Radice, Una concretissima utopia: lavoro psichiatrico e politica, Linea d'ombra, Milano, 1991 ISBN 88-090-0670-4